# Tribunale della contea di Haralson
Il tribunale della contea di Haralson, situato nella Courthouse Square a Buchanan in Georgia (USA), è un edificio storico in stile Queen Anne costruito tra il 1891 e il 1982. L'edificio è stato progettato da Alexander C. Bruce e Thomas Hunt Morgan. Nel 1974 il tribunale della contea di Haralson è stato inserito nel Registro Nazionale dei Luoghi Storici, a testimonianza del suo valore storico e architettonico.